# Кудзики
«Кудзики» или «Записи о минувших делах» — один из самых ранних памятников древнеяпонской литературы, написанный на камбуне (письменном языке, основанном на классическом китайском литературном языке). Часть синтоистского троекнижия, включающего также «Нихонги» («Анналы Японии») и «Кодзики». «Кудзики» включают 10 книг, рассказывающих о ранней истории Японии. В состав этого памятника были частично включены записи, составлявшиеся с 620 года Сога-но Умако по приказу принца Сётоку (большая их часть погибла в огне в 645 году). Многие исследователи сомневаются в аутентичности записей.
Считается, что основная часть текста написана между 807 и 936 годами. 